# No Introduction
Albums de Tyga
We Are Young Money
(2009)
Singles
1. Coconut Juice
Sortie : 22 mars 2008

No Introduction est le premier album studio de Tyga, sorti le 10 juin 2008.
L'album s'est classé 1er au Top Heatseekers, 14e au Top Independent Albums et 25e au Top R&B/Hip-Hop Albums.

## Liste des titres
| No  | Titre                                                                     | Contient un (des) sample(s) de | Durée |
| --- | ------------------------------------------------------------------------- | ------------------------------ | ----- |
| 1.  | Diamond Life (featuring Patty Crash – Produit par S*A*M et Sluggo)        |                                | 3:26  |
| 2.  | Coconut Juice (featuring Travie McCoy – Produit par S*A*M et Sluggo)      | Coconut de Harry Nilsson       | 3:29  |
| 3.  | Supersize Me (Produit par Patrick Stump)                                  |                                | 3:33  |
| 4.  | Don't Regret It Now (featuring Patrick Stump – Produit par Patrick Stump) |                                | 3:59  |
| 5.  | Pillow Talkin' (Produit par Stress)                                       |                                | 4:17  |
| 6.  | AIM (Produit par Lu Balz, S*A*M et Sluggo)                                |                                | 3:24  |
| 7.  | First Timers (featuring Evan Taubenfeld – Produit par Evan Big Evil)      |                                | 3:43  |
| 8.  | Cartoonz (Produit par S*A*M et Sluggo)                                    |                                | 3:20  |
| 9.  | Summertime (Produit par Stress)                                           |                                | 3:01  |
| 10. | Press 7 (featuring Alex DeLeon – Produit par Evan Big Evil)               |                                | 3:45  |
| 11. | Woww (Produit par Patrick Stump)                                          |                                | 2:38  |
| 12. | 2 AM (Produit par Stress)                                                 |                                | 3:55  |
| 13. | Est. (80's Baby) (Produit par Patrick Stump)                              |                                | 2:34  |

| 14. | I Am (featuring Lil Wayne – Produit par Clayton Haraba) | 3:28 |